# Odorrana supranarina
Odorrana supranarina är en groddjursart som först beskrevs av Matsui 1994.  Odorrana supranarina ingår i släktet Odorrana och familjen egentliga grodor. IUCN kategoriserar arten globalt som starkt hotad. Inga underarter finns listade i Catalogue of Life.